# Dryopida
Dryopida (griechisch Δρυοπίδα (f. sg.)) ist eine traditionelle Siedlung auf der Kykladeninsel von Kythnos mit 325 Einwohnern gemäß der Volkszählung von 2011.

## Allgemeine Informationen
Dryopida liegt im südlichen Teil der Insel, etwa 7 Kilometer von Chora entfernt und ist zwischen zwei Hügeln auf einer Höhe von 190 Metern gebaut. Das Hauptmerkmal dieser Gemeinde sind die mit Ziegeln gedeckten Dächer, die vor allem auf den Beruf der Einwohner zurückzuführen sind, die als Dachdecker in Athen tätig waren und die die Tradition des Dachdeckens in ihren Geburtsort zurückbrachten.
Administrativ gehörte Dryopida zur Präfektur Kea, wurde aber 1997 im Rahmen der Verwaltungsreform des Kapodistrias-Plans der Gemeinde Kythnos zugeordnet und blieb dort auch nach der Umsetzung des Kallikratis-Plans, der die Verwaltungsgliederung Griechenlands neu organisierte.
In Dryopida befinden sich die verbleibenden Klassen der Grundschule von Kythnos. Das Dorf Dryopida verfügt über ein Freilichttheater, das so genannte Kleine Theater von Dryopida, und über das regionale medizinische Mehrzweckzentrum der Insel.

## Geschichte
Dryopida wurde zu einem unbestimmten Zeitpunkt gegründet und wurde zur Heimat für kretische Flüchtlinge. Nach lokaler Überlieferung wurde Dryopida als Zufluchtsort vor den Piraten errichtet und hieß zunächst Syllakas oder Chorio (Dorf), wurde aber später in Dryopida umbenannt, den antiken Namen von Kythnos, benannt nach den Dryops, die als die ersten Bewohner der Insel gelten. Die Einheimischen nennen den Ort oft bei seinen alten Namen, und seine Bewohner werden Syllakotes genannt.
Das Dorf Dryopida wurde im Jahr 1700 von französischen Jesuiten auf ihren Missionen in der Ägäis erwähnt. Später besuchten auch viele Entdecker das Dorf und berichteten darüber. Dryopida erlebte einen Aufschwung in der Keramik- und Dachziegelkunst und in der Katafyki-Höhle wurde Eisen abgebaut.

## Besichtigungen
In Dryopida befindet sich das Volkskundemuseum von Kythnos, in dem Trachten, Werkzeuge und andere Gegenstände des täglichen Lebens ausgestellt sind. Außerdem gibt es ein kleines Byzantinisches Museum in der Kirche des Heiligen Georgs und ein Landwirtschaftsmuseum. Eine wichtige Attraktion ist die Kirche des Heiligen Minas mit einer holzgeschnitzten Ikonostase und Ikonen aus dem 16.Jahrhundert. Die Katafyki-Höhle befindet sich in Fires und weist Stalaktiten und Stalagmiten sowie eine Reihe von natürlichen Galerien auf. In der Antike diente sie als Eisenbergwerk. Nach der Gründung des griechischen Staates wurde der Bergbau wieder aufgenommen. Im Laufe der Jahrhunderte diente die Höhle auch als Zufluchtsort und Vorratslager sowie als Ort für Feierlichkeiten.